# Phare de Cabo Polonio
Le phare de Cabo Polonio a été mis en service en mai 1881. Le phare maritime est situé au cap Polonio en Uruguay. 
Le phare est une tour cylindrique de pierre, au-dessus de la maison du gardien, d'une hauteur de 26 mètres, construit à 15 m au-dessus du niveau de la mer. Sa lumière a une portée de 17,6 miles (un flash toutes les douze secondes). 

## Codes internationaux
- ARLHS[2] : URU-005
- NGA : 19024
- Admiralty[3] : G 0662

## Source
- (es) Cet article est partiellement ou en totalité issu de l’article de Wikipédia en espagnol intitulé « Faro de Cabo Polonio » (voir la liste des auteurs).